# Неземной сёрфинг
«Неземной сёрфинг» (англ. Lightning Point) — австралийский фантастический детский и семейный телесериал, снимающийся с 2011 года. В производстве сериала заняты: австралийская кинопродюсерская компания Jonathan M. Shiff Productions, германские телекомпании ZDF, ZDF Enterprises и австралийская телекомпания Network Ten. В Германии сериал под названием «Alien Surfgirls» транслируется на детском канале KI.KA и на ZDFtivi. Маркировка «12+».

## Сюжет
В штормовую ночь на побережье австралийского городка терпит крушение космический корабль. На его борту — две инопланетянки с планеты Люмина: Зоуи и Кики. Внешне они не отличаются от людей, но обладают уникальными способностями. Теперь путешественницам предстоит не только адаптироваться к новым условиям жизни на незнакомой планете, но и научиться управлять своими суперсилами. И конечно, нельзя упустить шанс насладиться прелестями Земли: например, познакомиться с новыми друзьями, испытать незабываемые эмоции и покататься на сёрфе. Оказывается, в этом виде спорта Зоуи и Кики способны дать фору любому профи.

## В ролях
- Филиппа Култхард — Эмбер — девушка, живущая в Лайтнинг Пойнт, первая, кто узнала, что Зоуи и Кики — инопланетянки. Живёт с мамой (Оливией). Ей нравится Джордж, как и она ему. Она учит детей сёрфингу. Помогает Зоуи и Кики освоиться на Земле.
- Люси Фрай — Зоуи — инопланетянка с планеты Люмина, вместе с Кики прилетела на Землю для того, чтобы побольше узнать об этой планете, но, к сожалению, при попытке улететь на Люмину их корабль ломается, и девушкам пришлось остаться на Земле, пока они не найдут способ попасть обратно на Люмину. Влюблена в Брендона, хотя поначалу он ей не нравился. Зоуи — девушка со сложным характером, ужасно готовит. Зоуи — прирожденный сёрфер, отлично катается на доске.
- Джессика Грин — Кики — инопланетянка с планеты Люмина, так же, как и Зоуи, прилетела на Землю с той же миссией. Кики — девушка добрая, мягкая, заботливая, отлично готовит. Влюблена в Луку.
- Кенджи Фитцджеральд — Лука — парень, житель Лайтнинг Пойнт, второй, кто узнал, что Зоуи и Кики — инопланетянки. Лука всегда верил, что инопланетяне существуют, но все лишь смеялись над ним. Влюбился в Кики с первого взгляда; узнав, что она инопланетянка, некоторое время с ней не разговаривает, но потом всё же прощает её и снова продолжает с ней встречаться.
- Пейдж Хоуден — Мэдисон — девушка, жительница Лайтнинг Пойнт; была девушкой Брендона, но потом они расстались. До Зоуи была лучшим сёрфером. Мэдисон ревнует Брендона к Зоуи и всегда пытается быть лучше, чем она, соперничает с ней. Однажды в окне увидела голограмму Зоуи, и очень сильно испугалась.
- Эндрю Дж. Морли — Брэндон — парень, житель Лайтнинг Пойнт, наполовину человек, наполовину инопланетянин, третьим узнал, что Зоуи и Кики — инопланетянки, но позже узнает от Зоуи и Кики, что он — один из них, и прощает Зоуи; влюблен в неё. Встречался с Медисон, но потом расстался с ней.